# Ministère du Tourisme (Yémen)
Pour les autres articles nationaux ou selon les autres juridictions, voir Ministère du Tourisme.
Le ministère du Tourisme (arabe : وزارة السياحة) est le département ministériel du gouvernement yéménite chargé de l'organisation du tourisme.

## Liste des ministres
| Début             | Fin            | Ministre               | Gouvernement                                                                              |
| ----------------- | -------------- | ---------------------- | ----------------------------------------------------------------------------------------- |
| 18 décembre 2020  | En poste       | Moamar al-Eryani       | Gouvernement Maïn Abdelmalek Saïd (2)                                                     |
| 18 septembre 2016 | Décembre 2020  | Mohamed al-Qubati (en) | Gouvernement Ahmed ben Dagher Gouvernement Maïn Abdelmalek Saïd (1)                       |
| 07 novembre 2014  | Septembre 2016 | Moamar al-Eryani       | Gouvernement Khaled Bahah (1) Gouvernement Khaled Bahah (2) Gouvernement Ahmed ben Dagher |

## Annexe